# Сан Марино на Европском првенству у атлетици за јуниоре 2017.
Сан Марино је учествовао на 24. Европском првенству за јуниоре 2017. одржаном у Гросето, Италија, од 20. до 23. јула. Репрезентацију Сан Марина на њеном десетом учешћу на европским првенствима за јуниоре представљала су 2 спортиста (1 јуниор и 1 јуниорка) који су се такмичили у трци на 400 метара са препонама.
На овом такмичењу такмичари из Сан Марина оборили су један лични рекорд.

## Учесници
| Јуниори: - Елиа Генгини — 400 м препоне | Јуниорке: - Беатриче Берти — 400 м препоне |  |

## Резултати

### Јуниори
| Атлетичар    | Дисциплина    | Лични рекорд | Квалификације | Квалификације | Полуфинале           | Полуфинале           | Финале               | Финале       | Детаљи |
| Атлетичар    | Дисциплина    | Лични рекорд | Резултат      | Место         | Резултат             | Место                | Резултат             | Место        | Детаљи |
| ------------ | ------------- | ------------ | ------------- | ------------- | -------------------- | -------------------- | -------------------- | ------------ | ------ |
| Елиа Генгини | 400 м препоне | 58,97        | 58,52 ЛР      | 5. у гр. 1    | Није се квалификовао | Није се квалификовао | Није се квалификовао | 23 / 23 (27) |        |

### Јуниорке
| Атлетичарка    | Дисциплина    | Лични рекорд | Квалификације | Квалификације | Полуфинале            | Полуфинале            | Финале                | Финале  | Детаљи |
| Атлетичарка    | Дисциплина    | Лични рекорд | Резултат      | Место         | Резултат              | Место                 | Резултат              | Место   | Детаљи |
| -------------- | ------------- | ------------ | ------------- | ------------- | --------------------- | --------------------- | --------------------- | ------- | ------ |
| Беатриче Берти | 400 м препоне | 1:05,31      | 1:06,04       | 8. у гр. 2    | Није се квалификовала | Није се квалификовала | Није се квалификовала | 30 / 30 |        |